# 美咲が丘駅
美咲が丘駅（みさきがおかえき）は、福岡県糸島市荻浦四丁目にある、九州旅客鉄道（JR九州）筑肥線の駅である。駅番号はJK09。

## 歴史
- 1995年（平成7年）10月28日：開設[2]。
- 2010年（平成22年）3月13日：ICカード「SUGOCA」の利用を開始[4]。

## 駅構造
単式ホーム1面1線を有する地上駅で橋上駅舎を備える。駅南側の住宅地に繋がる美咲が丘口と、駅舎と住宅地の間の小道につながる神在・荻浦口がある。駅舎は建築家の青木茂によって設計されたものである。
JR九州サービスサポートが駅業務を受託する業務委託駅であり、きっぷうりばが設置されている。駅には自動券売機、自動改札機などを備え、SUGOCAの利用が可能。

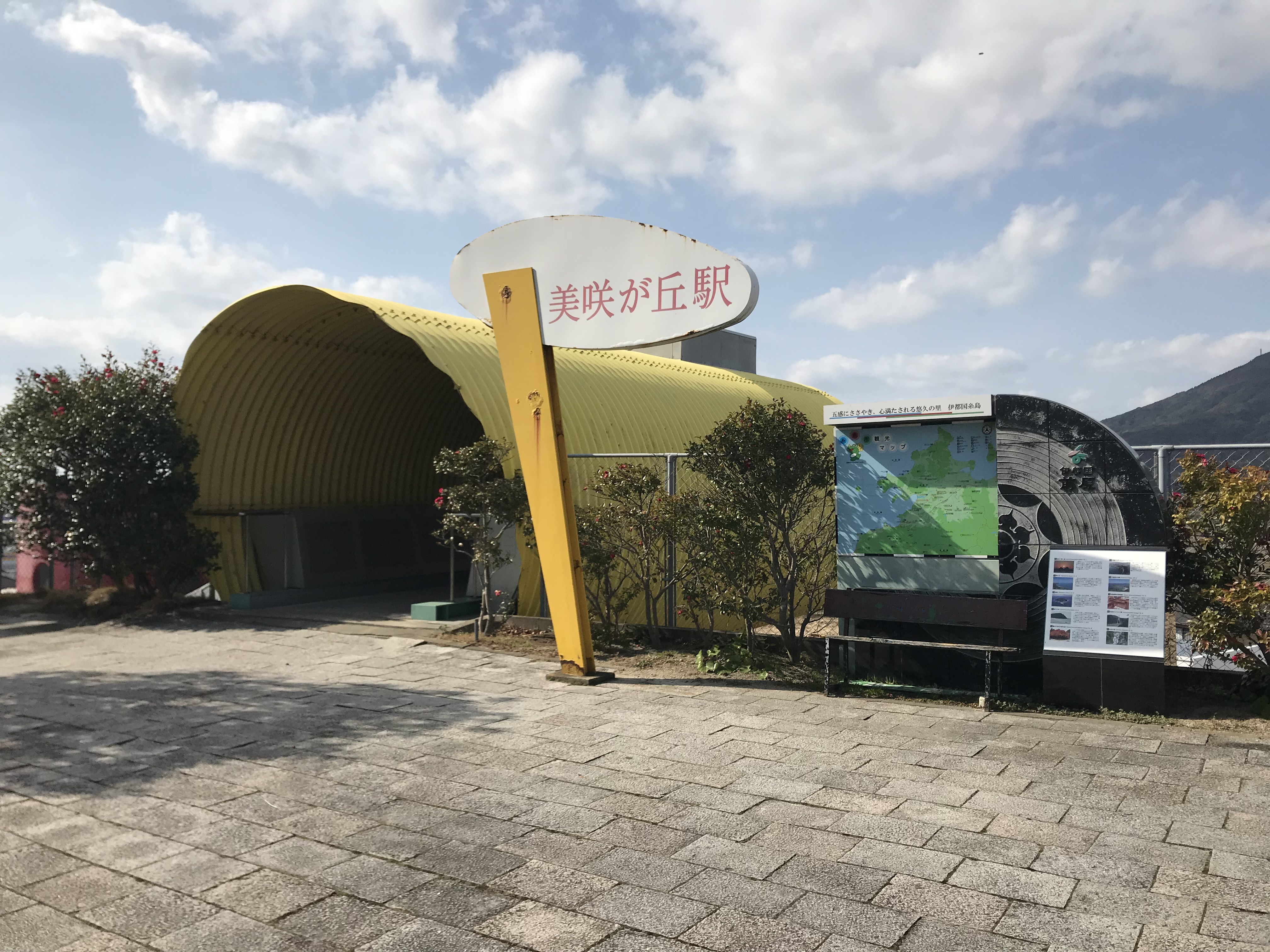
美咲が丘口（2018年2月）
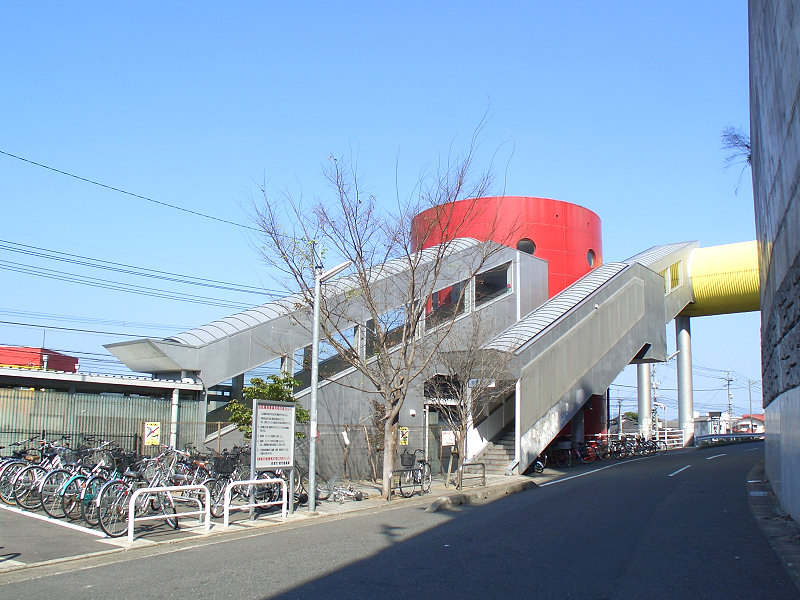
神在・荻浦口（2006年11月）
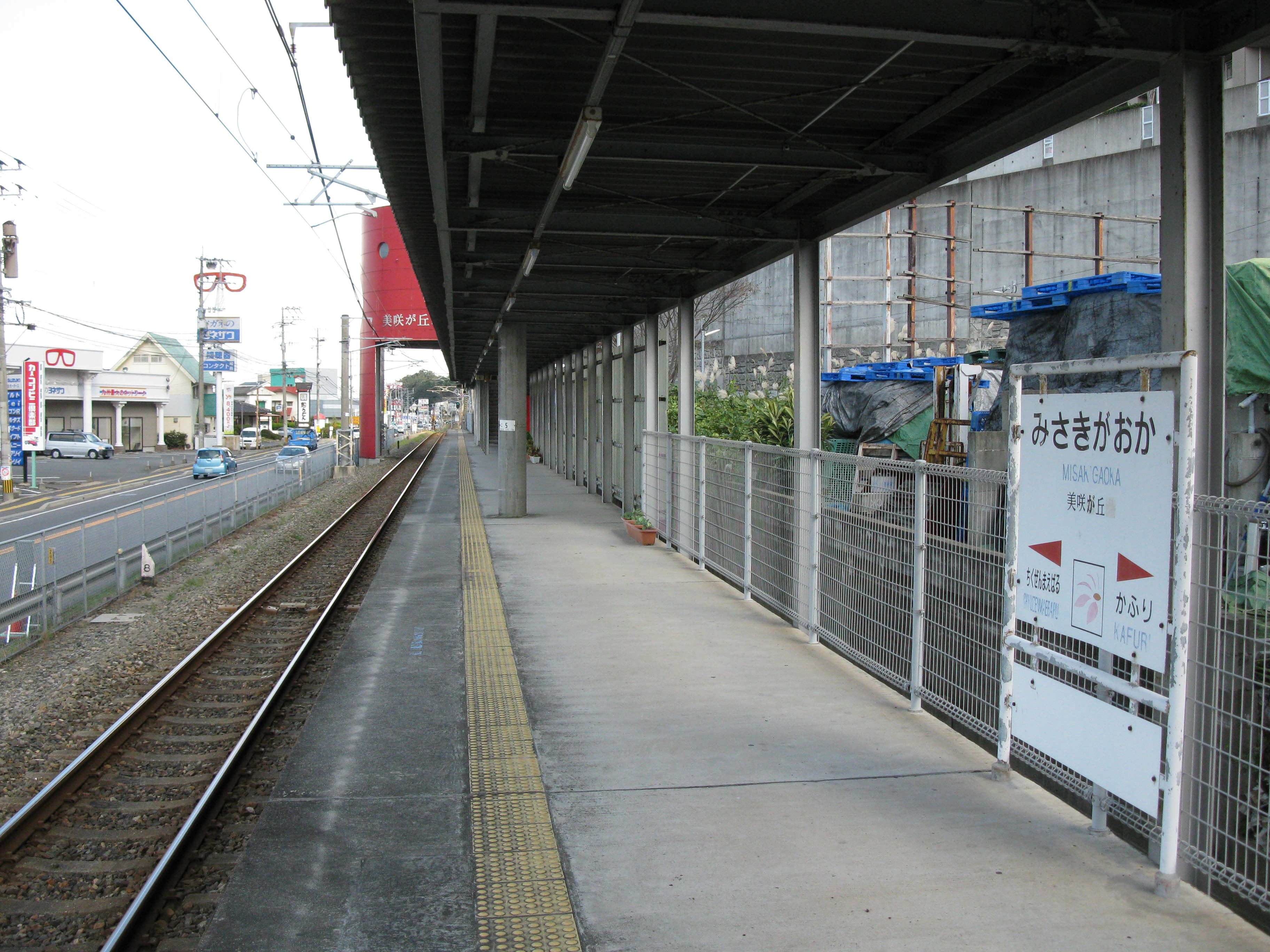
ホーム（2009年11月）

## 利用状況
2023年（令和5年）度の1日平均乗車人員は825人である。
JR九州及び糸島市統計白書によると、近年の1日平均乗車人員の推移は以下の通り。
| 年度   | 1日平均 乗車人員 | 出典   |
| ------ | ---------------- | ------ |
| 2005年 | 932              | [ 7 ]  |
| 2006年 | 968              | [ 7 ]  |
| 2007年 | 991              | [ 7 ]  |
| 2008年 | 997              | [ 7 ]  |
| 2009年 | 989              | [ 7 ]  |
| 2010年 | 1,008            | [ 7 ]  |
| 2011年 | 1,022            | [ 7 ]  |
| 2012年 | 1,007            | [ 7 ]  |
| 2013年 | 1,026            | [ 7 ]  |
| 2014年 | 1,006            | [ 7 ]  |
| 2015年 | 1,019            | [ 7 ]  |
| 2016年 | 1,043            | [ 8 ]  |
| 2017年 | 1,061            | [ 9 ]  |
| 2018年 | 1,034            | [ 10 ] |
| 2019年 | 1,032            | [ 11 ] |
| 2020年 | 819              | [ 12 ] |
| 2021年 | 822              | [ 13 ] |
| 2022年 | 826              | [ 14 ] |
| 2023年 | 825              | [ 6 ]  |

## 駅周辺
糸島市の中心市街地の西端。美咲が丘口周辺はJR九州が開発を進めた美咲が丘、南風台（）の新興住宅地が広がる。駅の北側を国道202号が筑肥線に並行して通っているが、駅の北側と国道に繋がる出入口はない。各種店舗は国道沿いに多い。
- 糸島市立前原西中学校
- 糸島市立南風小学校
- マルキョウ ニュー前原店
- 国道202号
- 福岡県道・佐賀県道12号前原富士線
- ふれあい通り - 新興住宅街を通る道路の愛称。
- 多久川

### バス路線
美咲が丘口から発着する。国道側の駅前にはバス停は無い。
- 糸島市コミュニティバス「はまぼう号」白糸線 - 南風台、前原、伊都文化会館、野添、本区、長野、白糸方面
- 昭和バス 美咲が丘駅バス停

## 隣の駅
九州旅客鉄道（JR九州）
 筑肥線
■快速
通過
■普通
筑前前原駅 (JK08) - 美咲が丘駅 (JK09) - 加布里駅 (JK10)